# 長田站 (神戶市營地下鐵)
長田（長田神社前）站（日语：／ Nagata (Nagata-Jinja mae) eki */?）是位於日本兵庫縣神戶市長田區，屬於神戶市營地下鐵西神·山手線的鐵路車站。車站編號是S08，主題則是「石疊與鳥居」。

## 車站結構
- 地下1樓是大堂，有閘口，地下2樓是對向式月台2面2線的地下車站。

| 月台 | 路線        | 目的地                 |
| ---- | ----------- | ---------------------- |
| 1    | 西神·山手線 | 三宮、新神戶、谷上方向 |
| 2    | 西神·山手線 | 名谷、西神中央方向     |

## 歷史
- 1983年（昭和58年）6月17日  開始營業。
- 1993年（平成5年）7月9日 快速列車開始行駛，但不停靠本站。
- 1995年（平成7年）
  - 1月17日 因阪神大地震受災，全線暫停營運。
  - 2月16日 恢復營運，但停駛快速列車。
  - 7月21日 停駛的快速列車正式廢止。
- 1999年（平成11年）12月1日 因在地居民的要求，長田車站改名為長田（長田神社前）車站。神戶高速鐵道的高速長田車站在同一日加上副站名「長田神社前」。

## 使用情況
2016年（平成28年）度的1日平均上車人次為5,945人。
近年的1日平均上車人次統計如下表。
| 年度               | 1日平均 上車人次 |
| ------------------ | ---------------- |
| 1995年（平成07年） | 8,511            |
| 1996年（平成08年） | 7,573            |
| 1997年（平成09年） | 7,294            |
| 1998年（平成10年） | 6,798            |
| 1999年（平成11年） | 6,773            |
| 2000年（平成12年） | 6,390            |
| 2001年（平成13年） | 8,087            |
| 2002年（平成14年） | 7,151            |
| 2003年（平成15年） | 6,912            |
| 2004年（平成16年） | 6,666            |
| 2005年（平成17年） | 6,587            |
| 2006年（平成18年） | 6,670            |
| 2007年（平成19年） | 6,643            |
| 2008年（平成20年） | 6,502            |
| 2009年（平成21年） | 5,588            |
| 2010年（平成22年） | 5,549            |
| 2011年（平成23年） | 5,418            |
| 2012年（平成24年） | 5,436            |
| 2013年（平成25年） | 5,891            |
| 2014年（平成26年） | 5,817            |
| 2015年（平成27年） | 5,843            |
| 2016年（平成28年） | 5,945            |

## 相鄰車站
神戶市交通局（神戶市營地下鐵）
西神·山手線 
上澤（S07）－長田（S08）－新長田（S09）

## 外部連結
- 長田站 （页面存档备份，存于） - 神戶市交通局